# Chaetophthalmus formosioides
Chaetophthalmus formosioides là một loài ruồi trong họ Tachinidae.